# Čovac
Čovac falu Horvátországban, Bród-Szávamente megyében. Közigazgatásilag Okucsányhoz tartozik.

## Fekvése
Bródtól légvonalban 66, közúton 75 km-re nyugatra, Pozsegától   légvonalban 41, közúton 49 km-re délnyugatra, községközpontjától 3 km-re délnyugatra, az A3-as autópálya és a Strug-csatorna között fekszik. 

## Története
A török 1536 és 1544 között foglalta el ezt a területet. A török uralom idején Boszniából pravoszláv szerbeket telepítettek ide. A térség csak 1687-ben szabadult fel a török uralom alól. Az első katonai felmérés térképén „Dorf Chovacz” néven található. Lipszky János 1808-ban Budán kiadott repertóriumában „Csovac” néven szerepel.  
Nagy Lajos 1829-ben kiadott művében „Chovacz” néven 45 házzal, 9 katolikus és 264 ortodox vallású lakossal találjuk.  A gradiskai határőrezredhez tartozott, majd a katonai közigazgatás megszüntetése után Pozsega vármegyéhez csatolták. 
1857-ben 543, 1910-ben 602 lakosa volt. Az 1910-es népszámlálás szerint lakosságának 98%-a szerb anyanyelvű volt. Pozsega vármegye Újgradiskai járásának része volt. Az első világháború után 1918-ban az új szerb-horvát-szlovén állam, majd később (1929-ben) Jugoszlávia része lett. 
1991-től a független Horvátországhoz tartozik. 1991-ben lakosságának 95%-a szerb, 3%-a horvát nemzetiségű volt. A délszláv háború során a település már a háború elején 1991 tavaszán szerb ellenőrzés alá került. 1995. május 2-án a „Bljesak-95” hadművelet második napján foglalta vissza a horvát hadsereg. A szerb lakosság legnagyobb része elmenekült. 2011-ben a településnek 139 lakosa volt. 

## Lakossága
| Lakosság változása | Lakosság változása | Lakosság változása | Lakosság változása | Lakosság változása | Lakosság változása | Lakosság változása | Lakosság változása | Lakosság változása | Lakosság változása | Lakosság változása | Lakosság változása | Lakosság változása | Lakosság változása | Lakosság változása | Lakosság változása |
| ------------------ | ------------------ | ------------------ | ------------------ | ------------------ | ------------------ | ------------------ | ------------------ | ------------------ | ------------------ | ------------------ | ------------------ | ------------------ | ------------------ | ------------------ | ------------------ |
| 1857               | 1869               | 1880               | 1890               | 1900               | 1910               | 1921               | 1931               | 1948               | 1953               | 1961               | 1971               | 1981               | 1991               | 2001               | 2011               |
| 543                | 473                | 490                | 543                | 524                | 602                | 588                | 633                | 582                | 583                | 534                | 504                | 438                | 373                | 195                | 139                |

## Nevezetességei
Szent Péter és Pál apostolok tiszteletére szentelt régi pravoszláv temploma a 18. században még fából épült, majd 1879-ben új, falazott templomot építettek helyette. 1941-ben az usztasák lerombolták, építőanyagát elhordták. Helyén ma csak egy egyszerű harangláb áll.